# September 1997
Portal Geschichte | Portal Biografien | Aktuelle Ereignisse | Jahreskalender | Tagesartikel

◄ |
19. Jahrhundert |
20. Jahrhundert
| 21. Jahrhundert

◄ |
1960er |
1970er |
1980er |
1990er
| 2000er | 2010er | 2020er | ►

◄ |
1993 |
1994 |
1995 |
1996 |
1997
| 1998 | 1999 | 2000 | 2001 | ►

◄ |
Juni 1997 |
Juli 1997 |
August 1997 |
September 1997 |
Oktober 1997 |
November 1997 |
Dezember 1997 |
►
Dieser Artikel behandelt aktuelle Nachrichten und Ereignisse im September 1997.

## Tagesgeschehen

### Montag, 1. September 1997
- Wien/Österreich: In der Stadt startet der nationale Schulversuch zur Etablierung des neuen Unterrichtsfachs Ethik. Die Länder Tirol und Vorarlberg werden das Projekt in einer Woche ebenfalls in die Praxis umsetzen.[1]
- Zürich/Schweiz: Fünf bewaffnete Männer überfallen die Fraumünster-Post und erbeuten 53 Millionen Franken. Sie entkommen in einem Fiat Fiorino. Weitere 17 Millionen verbleiben am Tatort, weil sie nicht mehr ins Auto hineinpassten.[2]

### Dienstag, 2. September 1997
- Australien, Neuseeland: Bei der partiellen Sonnenfinsternis ist von Südaustralien aus gesehen die Sonne zu 50 % vom Mond bedeckt. Der Schatten des Mondes trifft am Mittag Neuseeland.[3]

### Freitag, 5. September 1997
- Lausanne/Schweiz: Auf der 106. Versammlung des Internationalen Olympischen Komitees wird unter fünf Kandidatenstädten der Ausrichter der Olympischen Sommerspiele 2004 ausgewählt. Die Sommerspiele werden im letzten Wahldurchgang an Athen in Griechenland vergeben, das in den anderen Durchgängen ebenfalls vorne lag.[4]

### Samstag, 6. September 1997

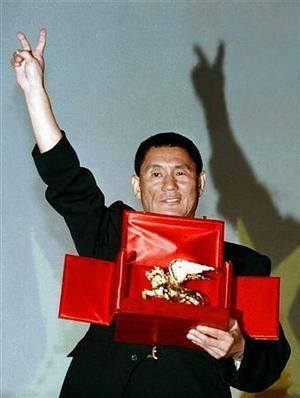
Takeshi Kitano

- London/Vereinigtes Königreich: Zwischen 2 und 2,5 Milliarden Menschen verfolgen an Fernsehgeräten weltweit die Bestattung von Diana, Princess of Wales, welche vom Thronfolger der Britischen Monarchie Charles, Prince of Wales, vor gut einem Jahr geschieden wurde und Ende August bei einem Autounfall ums Leben kam. Die Zuschauerzahl macht die Übertragung des Begräbnisses zu einem der meistverfolgten Medienereignisse der Geschichte.[5][6]
- Venedig/Italien: Der Film Hana-Bi des japanischen Regisseurs und Drehbuchautors Takeshi Kitano wird bei den 54. Internationalen Filmfestspielen von Venedig mit dem Leone d’Oro prämiert.[7]

### Sonntag, 7. September 1997

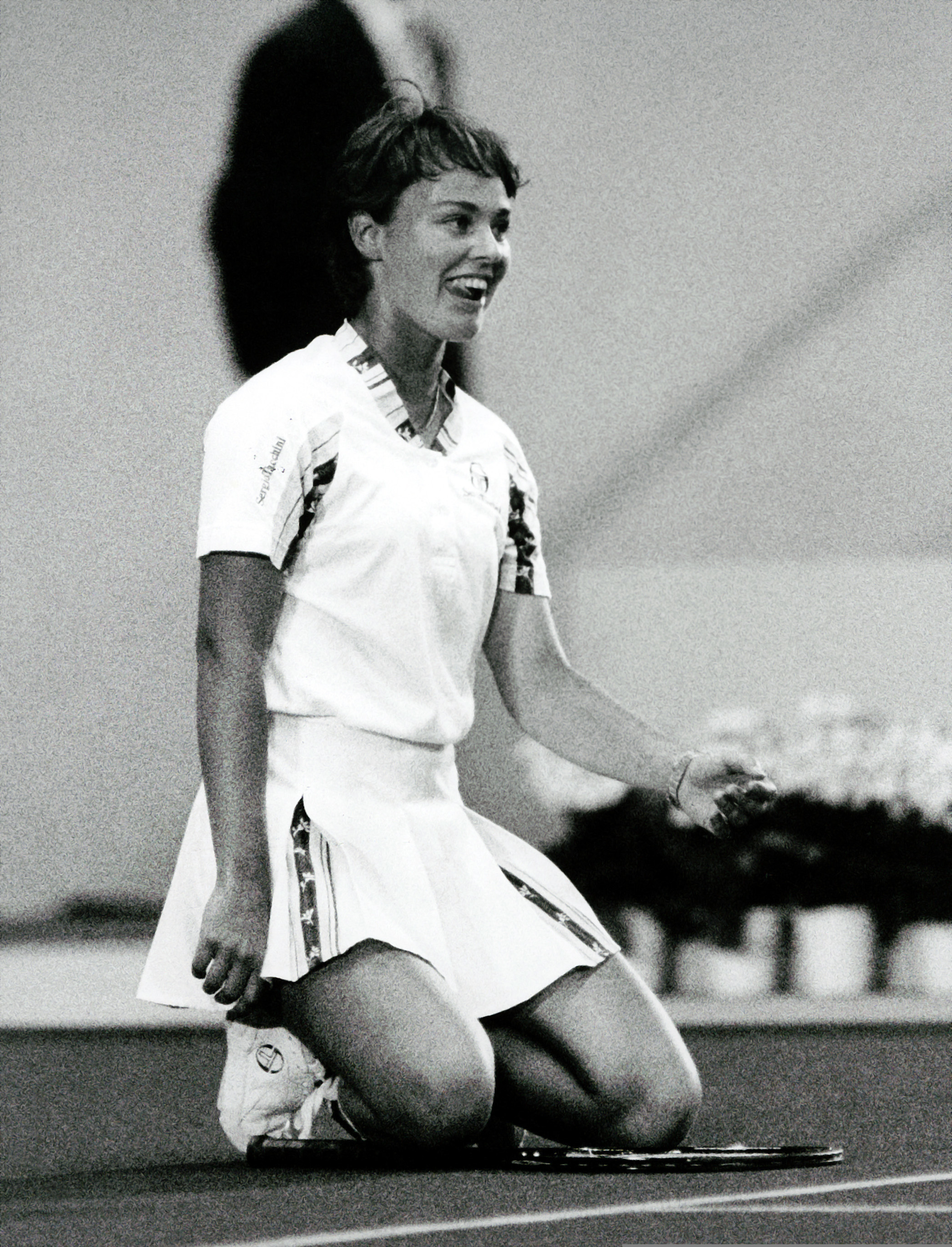
Martina Hingis

- New York/Vereinigte Staaten: Die 16-jährige Schweizer Tennisspielerin Martina Hingis gewinnt in zwei Sätzen das Finale im Dameneinzel der US Open 1997 gegen die ungesetzte 17-jährige Amerikanerin Venus Williams und feiert nach dem Gewinn der Australian Open und der Wimbledon Championships den dritten Grand-Slam-Turniersieg im Einzelwettbewerb der Damen des laufenden Jahres. Der australische Tennisspieler Patrick Rafter gewinnt das Finale im Herreneinzel gegen den Briten Greg Rusedski in vier Sätzen.[8]

### Donnerstag, 11. September 1997

Flagge von Schottland

- Edinburgh/Vereinigtes Königreich: Im Dezentralisierungsreferendum, dem ersten seit 1979, spricht sich eine deutliche Mehrheit der wahlberechtigten Schotten für die Errichtung eines schottischen Parlaments aus und zusätzlich dafür, dass dieses Parlament Steuern festlegt. Das Parlament des Vereinigten Königreichs in London muss den Start der Institution per Gesetz noch ermöglichen. Die dortigen Abgeordneten drücken in ersten öffentlichen Statements ihren Respekt vor dem Wählerwillen aus.[9]

### Samstag, 13. September 1997

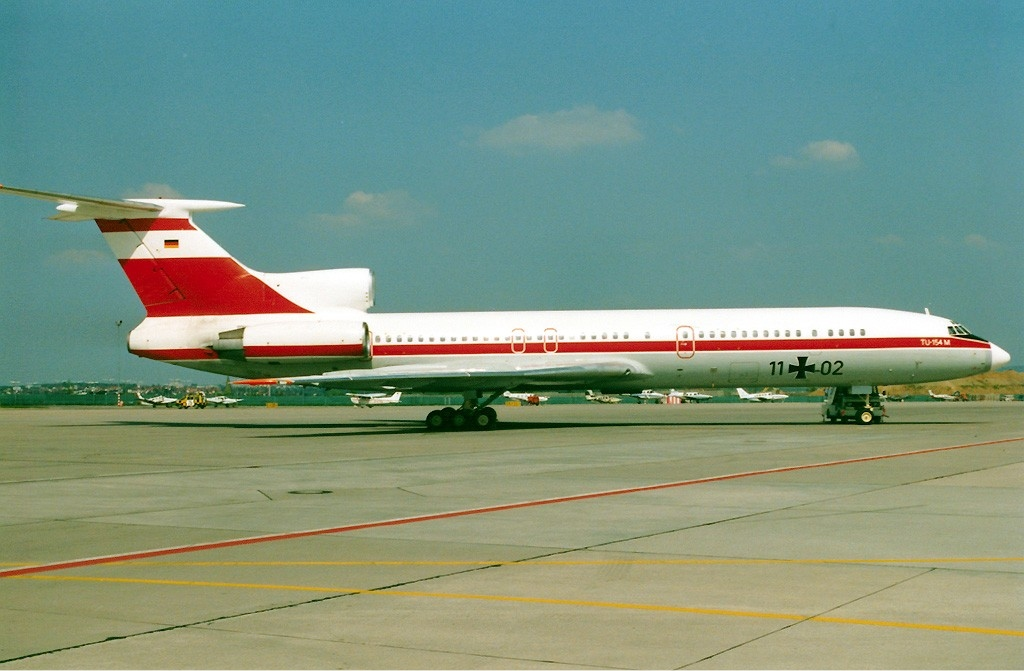
Die verunfallte Tupolew der Bundeswehr (1993)

- Atlantik: Im Luftraum vor der Küste des südafrikanischen Landes Namibia kollidiert das Flugzeug Tupolew Tu-154M Open Skies der Flugbereitschaft des Bundesministeriums der Verteidigung auf dem Weg zu einer Regatta der Marine der Republik Südafrika wegen einer falsch gewählten Flugfläche mit einem Transportflugzeug der Luftstreitkraft der Vereinigten Staaten vom Typ Lockheed C-141. Beide Maschinen stürzen in den Ozean und sämtliche der 24 beziehungsweise neun Insassen in den Flugzeugen kommen ums Leben.[10]

### Sonntag, 14. September 1997

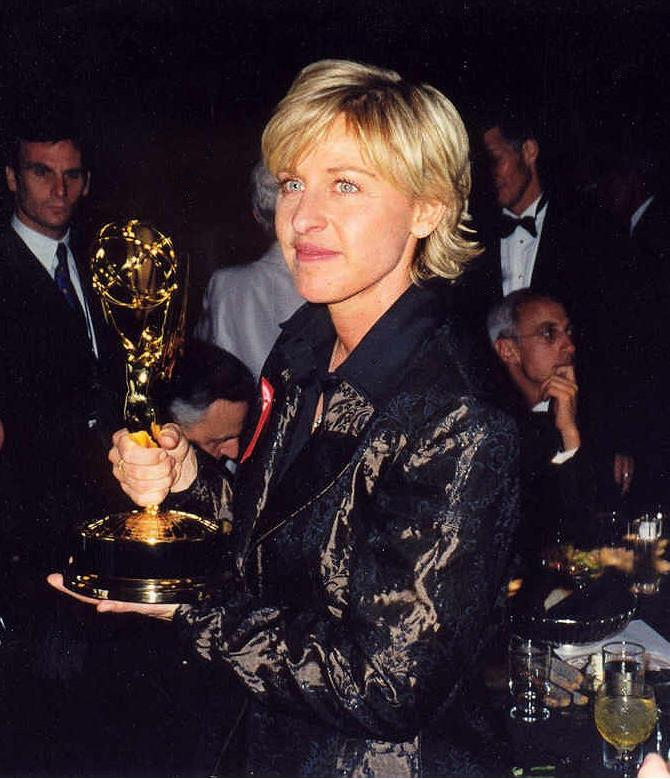
Ellen DeGeneres mit der Emmy-Trophäe

- Champa/Indien: Im Bundesstaat Madhya Pradesh entgleist ein Schnellzug auf der Strecke von Ahmedabad nach Haora beim Befahren der Brücke über den Fluss Hansdeo zwischen Champa und Nila. Teile des Zugs stürzen in das Flussbett. Bei dem Unglück verlieren circa 80 Menschen ihr Leben und über 200 weitere werden verletzt. Andere Quellen nennen höhere Opferzahlen.[11]
- Pasadena/Vereinigte Staaten: Bei der Verleihung des Fernsehpreises Emmy wird u. a. Ellen DeGeneres ausgezeichnet.[12]

### Donnerstag, 18. September 1997

Flagge von Wales

- Cardiff/Vereinigtes Königreich: In einer Volksabstimmung entscheiden sich 50,3 % der teilnehmenden Stimmberechtigten für die Schaffung eines eigenen Parlaments im walisischen Landesteil des Königreichs.[13][14]

### Sonntag, 21. September 1997
- Hamburg/Deutschland: Bei der Bürgerschaftswahl erhält die SPD nur 36,2 % der Stimmen. Das ist ihr niedrigster Wert bei Bürgerschaftswahlen seit Abschaffung der Monarchie 1918. Henning Voscherau, Regierungschef seit 1988, verzichtet auf das Amt des Bürgermeisters. Für die CDU entscheiden sich 26,2 % der Wähler und für die Grünen 8,6 %. Die FDP scheitert mit 3,5 % deutlich. Das Ergebnis der nationalistischen DVU, die 4,9 % der Stimmen erhält, löst Diskussionen und Besorgnis aus.[15]

### Montag, 22. September 1997
- Bentalha/Algerien: Mutmaßlich religiös motivierte islamische Gegner der Regierung unter Ahmed Ouyahia und des Präsidenten Liamine Zéroual töten in dem Dorf Bentalha unweit der Hauptstadt Algier circa 200 Zivilisten. Augenzeugen berichten, dass die Algerischen Streitkräfte in unmittelbarer Nähe des Geschehens präsent waren, jedoch nicht zum Schutz der Bevölkerung eingriffen.[16][17]
- Warschau/Polen: Der Fernsehsender TVP1 startet die Ausstrahlung der Seifenoper Klan.[18]

### Donnerstag, 25. September 1997
- Warschau/Polen: Das Bündnis Wahlaktion Solidarność (AWS) erhält bei der Parlamentswahl mit 201 die meisten der 460 Sitze im Sejm. Die AWS wurde 1996 auf Initiative des Vorsitzenden der Gewerkschaft Solidarność Marian Krzaklewski gegründet und vereint über 40 Gruppierungen, deren Mitglieder in der 1989 aufgelösten Volksrepublik Polen in Opposition zur regierenden Einheitspartei, der sozialistischen Vereinigten Arbeiterpartei, standen.[19][20]

### Sonntag, 28. September 1997
- Bern/Schweiz: In einer Volksabstimmung lehnen die Stimmberechtigten den Wegfall des staatlichen Engagements in der  Arbeitslosenversicherung und eine Kürzung der Leistungen an Arbeitslose ab. Das Ziel der Volksinitiative „Jugend ohne Drogen“ findet ebenfalls nicht das Votum der Stimmabgebenden.[21][22]

### Montag, 29. September 1997
- Oakland/Vereinigte Staaten: Der jährlich berechnete Welterschöpfungstag der Nichtregierungsorganisation Global Footprint Network fällt erstmals auf einen Tag im Monat September. Am heutigen Tag hat die Menschheit dem Planeten Erde im laufenden Jahr so viele Rohstoffe entnommen, wie sie ihm binnen eines Jahrs entnehmen kann, um dauerhaft von den Ressourcen des Planeten leben zu können.[23]

## Weblinks

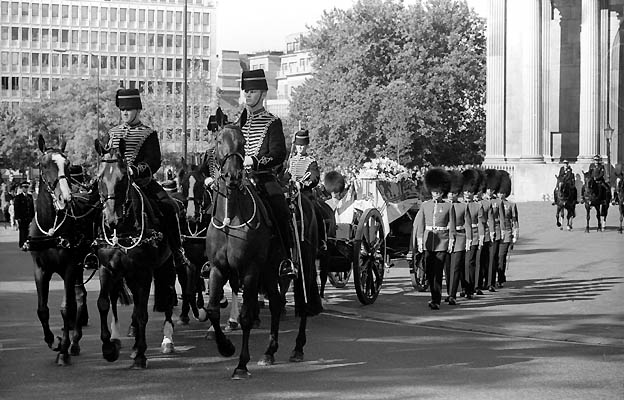
London im September 1997